# 松尾貴巳
松尾 貴巳（まつお たかみ、1965年 - ）は、日本の会計学者・経営学者。神戸大学副学長、神戸大学大学院経営学研究科教授。元日本原価計算研究学会会長。

## 人物・経歴
京都市生まれ。1989年神戸商科大学（現兵庫県立大学）商経学部経営学科卒業。1991年大阪府立大学大学院経済学研究科博士前期課程修了、三菱総合研究所入社。三菱総合研究所経営コンサルティング部経営システム研究室研究員を経て、1998年大阪府立大学経済学部助教授。2004年神戸大学大学院経営学研究科助教授。2010年神戸大学より博士（経営学）の学位を取得。2011年神戸大学大学院経営学研究科教授。
2012年日本原価計算研究学会副会長。2014年政府会計学会副会長。2015年日本会計研究学会理事。2018年日本原価計算研究学会会長。2021年神戸大学副学長（企画・人事・財務・総務担当）、神戸大学医学部附属病院財務。
メルコ学術振興財団選考委員会副委員長、大阪府大阪版市場化テスト対象業務モニタリング審議会会長、奈良県公の施設指定管理者運営評価委員会委員長、神戸市水道局指定管理者選定評価委員会委員長、伊丹市伊丹創生検証会議委員、神戸市民病院機構評価委員会委員、神戸市行財政改善懇談会会長、現代経営学研究所理事、奈良県営水道事業懇談会委員、伊丹市使用料手数料等審議会委員、吹田市総合計画審議会委員等も歴任。

## 受賞
- 日本原価計算研究学会学会賞（論文部門） 2008年[3]
- 日本管理会計学会文献賞 2009年[3]
- 国際公会計学会学会賞 2009年[3]
- 日本原価計算研究学会学会賞 2009年[3]

## 著作

### 著書
- 『香港返還 : 97年問題と今後の香港シナリオ』（小林守, 田幸大輔と共著）日本能率協会マネジメントセンター 1996年
- 『自治体の業績管理システム』中央経済社 2009年
- 『管理会計研究のフロンティア』（加登豊, 梶原武久と共編著）中央経済社 2010年
- 『大阪版市場化テストを検証する』（光多長温と共著）中央経済社 2014年

### 訳書
- ロバート・サイモンズ著『戦略実現の組織デザイン』（谷武幸, 窪田祐一, 近藤隆史と共訳）中央経済社 2008年